# 埃爾雷阿萊霍

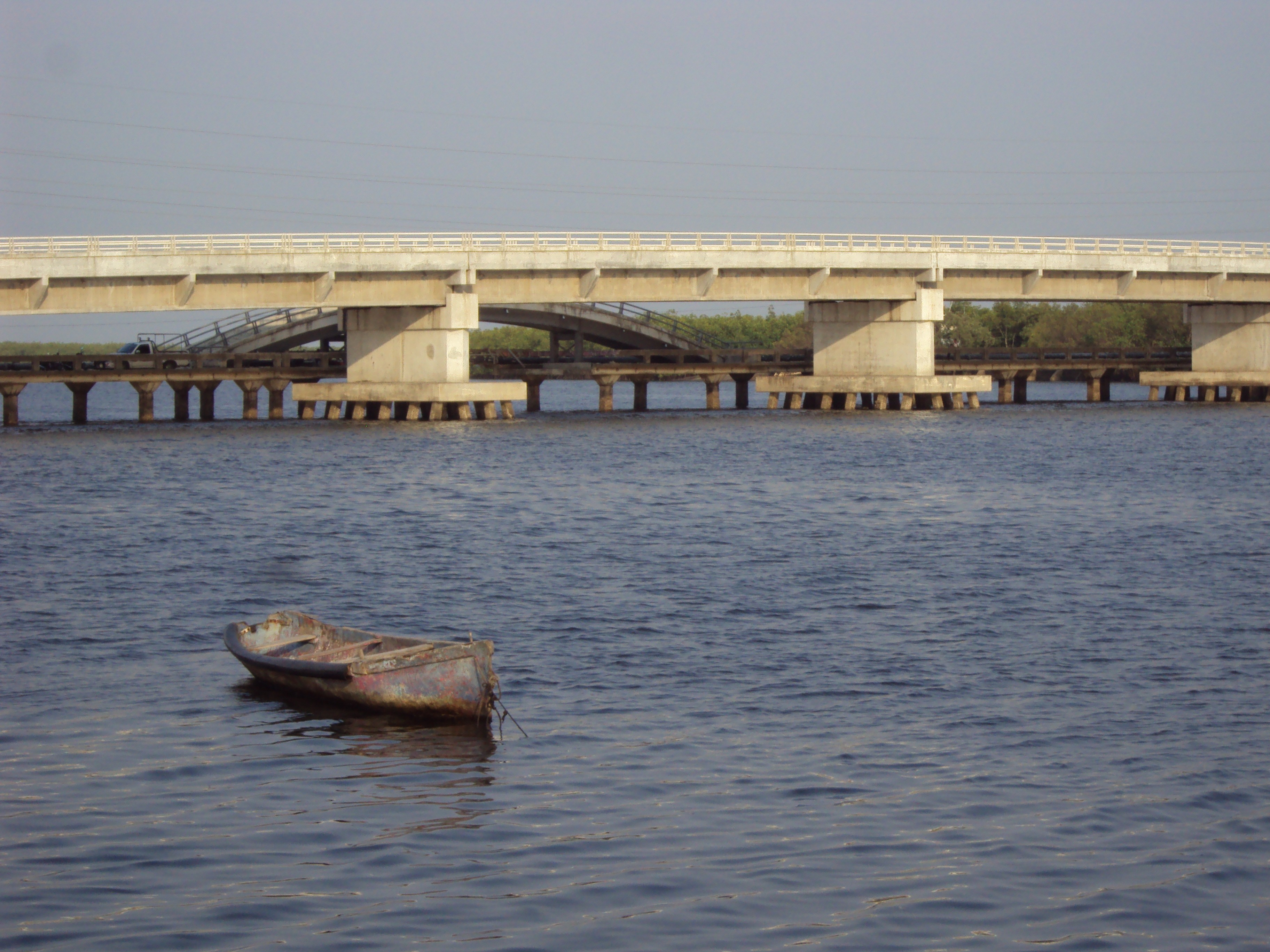
埃爾雷阿萊霍

埃爾雷阿萊霍（西班牙語：El Realejo），是尼加拉瓜的城鎮，位於該國西部，由奇南德加省負責管轄，始建於1532年，面積105平方公里，海拔高度8米，2005年人口8,838，人口密度每平方公里84.17人。
12°32′N 87°10′W / 12.533°N 87.167°W